# Loggia

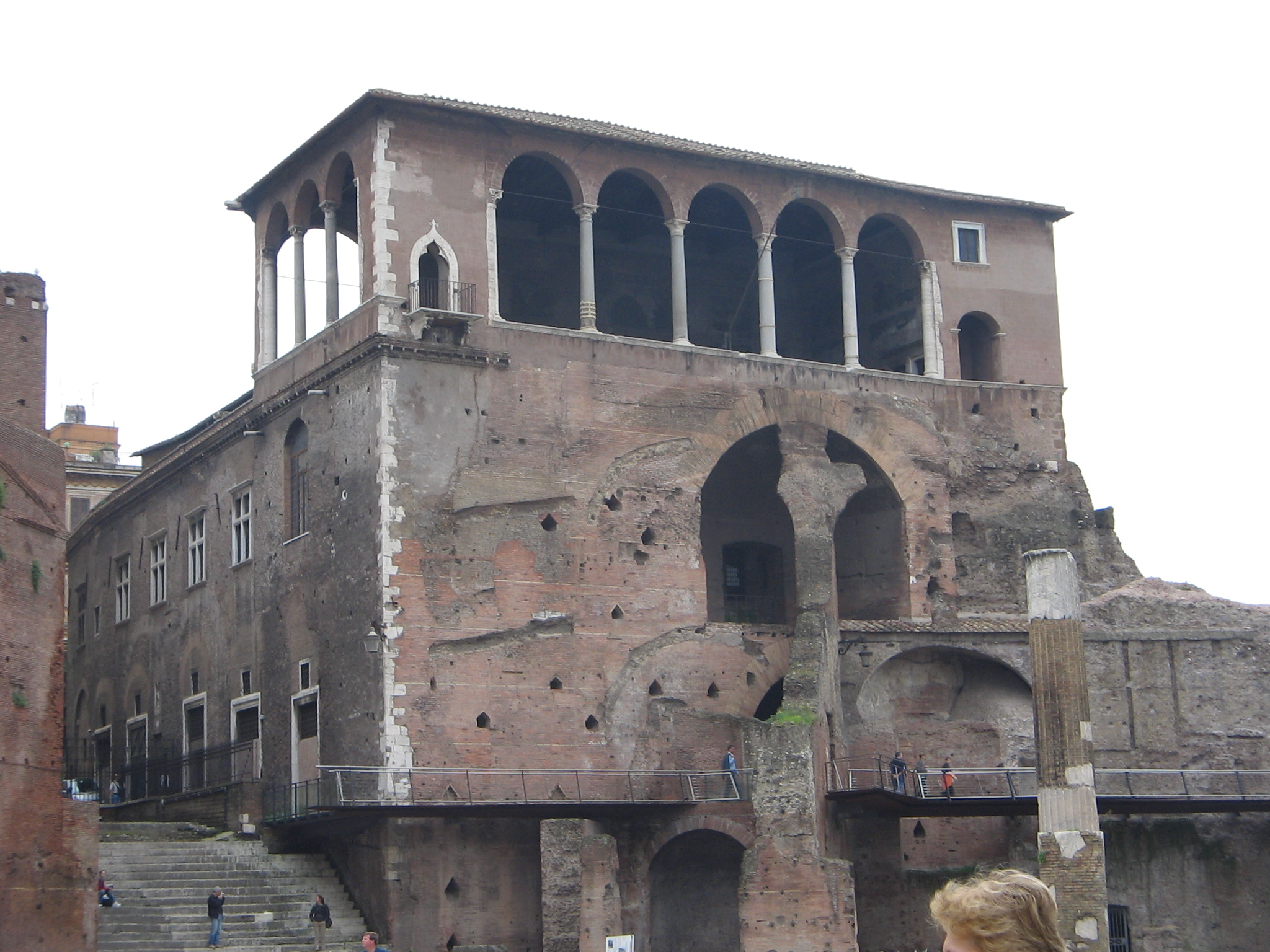
Loggia a la Casa dei Cavalieri de Rodi a Roma

La loggia, o llotja, és un element arquitectònic utilitzat sobretot en l'arquitectura italiana del segle xvii. Funciona a manera de galeria o pòrtic i està obert íntegrament per almenys un dels seus costats i sostingut per columnes i arcs. Es pot trobar tant a nivell del sòl com també a nivells més elevats. La loggia es podia localitzar a la part davantera o lateral d'un edifici i no estava destinada a l'entrada, sinó que s'usava com a sala exterior.
Des de principis de l'Edat Mitjana, gairebé tots els municipis italians tenien una loggia en arc de mig punt oberta a la seva plaça principal, que servia de símbol de justícia i govern comunals i com a escenari de cerimònies ciutadanes.

## Definició de loggia romana
La principal diferència entre una loggia i un pòrtic és el seu paper dins del disseny funcional de l'edifici. El pòrtic permet l'entrada a l'interior des de l'exterior i es pot trobar a l'arquitectura vernacular i en edificis de dimensions petites. L'accés a la loggia només es fa des de l'interior de l'edifici i la seva funció és com a lloc d'oci. Així, es troba principalment en residències nobles i edificis públics. Un ús clàssic d'ambdós és el que representava en els mosaics de la Basílica de Sant Apol·linar el Nou.
La loggia difereix de la terrassa en què és més arquitectònica i forma part de l'edifici principal en què es troba, mentre que la terrassa s'adapta a l'exterior de l'edifici principal.
Quan una loggia està situada a un nivell superior sobre un pis amb una altra llotja s'anomena "doble loggia".

### Exemples
- A l'arquitectura italiana, una loggia sovint pren la forma d'una petita casa d'estiu, sovint adornada, construïda al terrat d'una residència per gaudir dels vents refrescants i de la vista. Van ser especialment populars al segle xvii i destaquen a Roma i Bolonya, Itàlia.
- El Grinnell College a Grinnell, Iowa (EUA) conté tres conjunts de dormitoris diferents connectats per llotges.
- L'espai principal del campus de la Universitat Stanford a Stanford, Califòrnia té llotges en lloc destacat, així com el Centre Universitari i el Centre per a les Arts Purnell de la Universitat Carnegie Mellon, que emmarquen una zona que es coneix com el Tall.
- Al centre de la ciutat de Chester, al Regne Unit, una sèrie d'edificis emmarcats en fusta que van des de l'època Tudor a l'època victoriana tenen llotges de primer pis anomenades "files de Chester".
- A Rússia, una loggia pot ser un balcó encastat en un edifici residencial d'apartaments.
- Es va afegir una loggia a l'Òpera de Sydney el 2006.
- Al jaciment arqueològic d'Agia Triada a l'illa grega de Creta es van localitzar diverses llotjes construïdes al voltant del 1400 aC i encara es conserven les bases de les columnes.[7]

## Galeria d'imatges

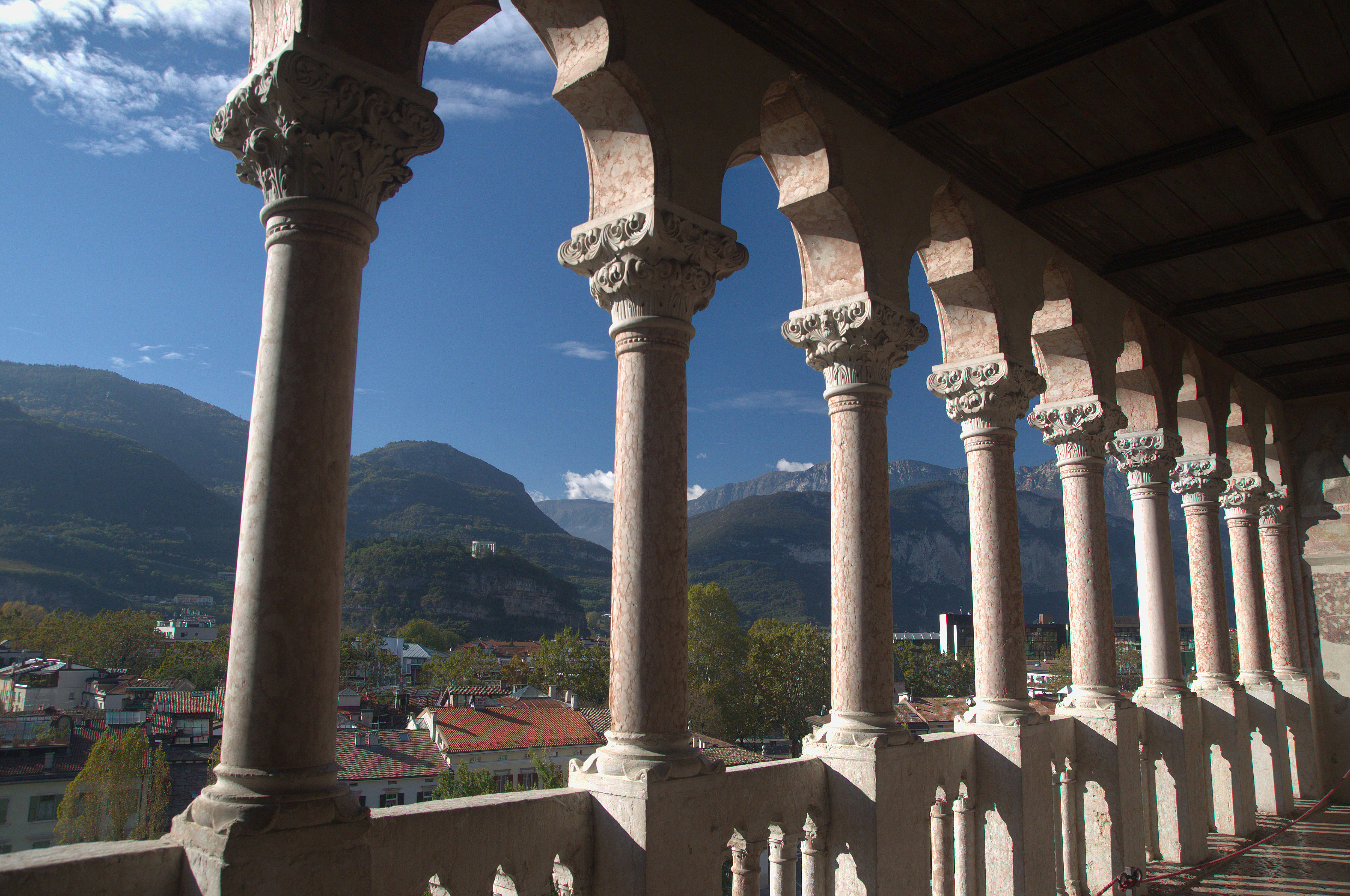
La loggia d'estil gòtic venecià del castell Buonconsiglio a Trento, Itàlia.
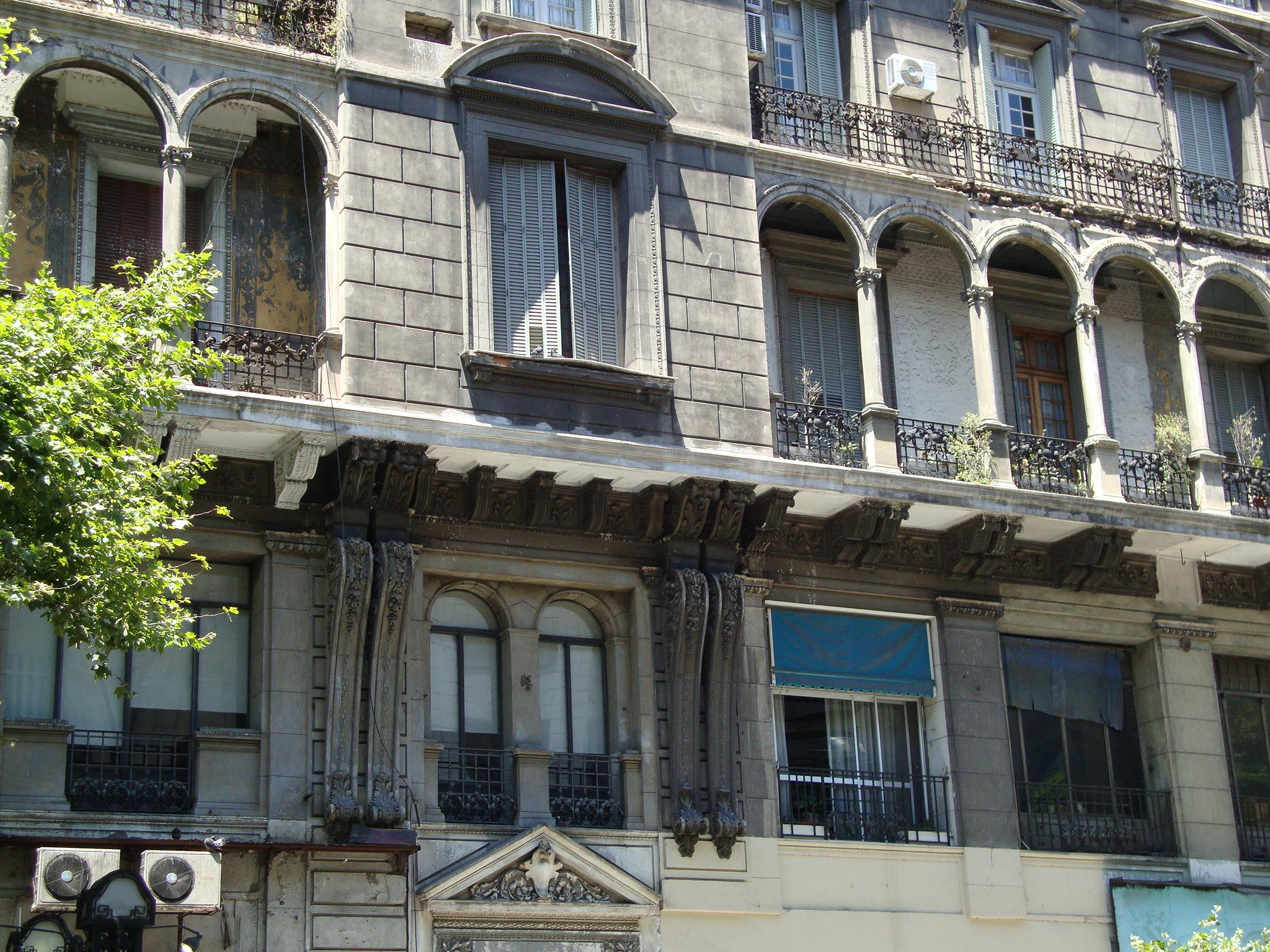
La loggia de l'edifici La Inmobiliaria a Buenos Aires, Argentina.
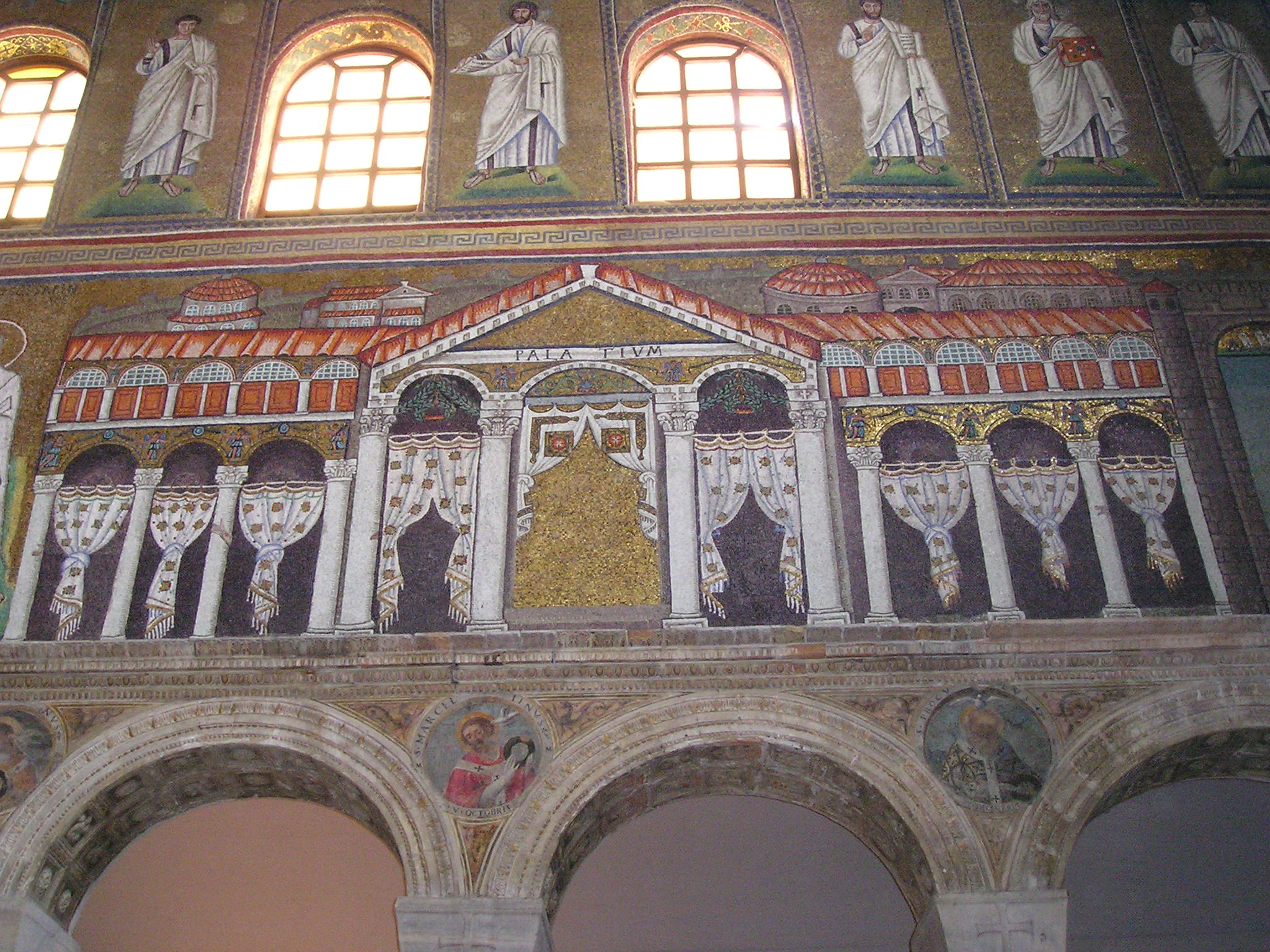
Un mosaic trobat a la capella del segle VI de la Basílica de Sant Apol·linar el Nou a Ravenna, Itàlia representa una loggia.
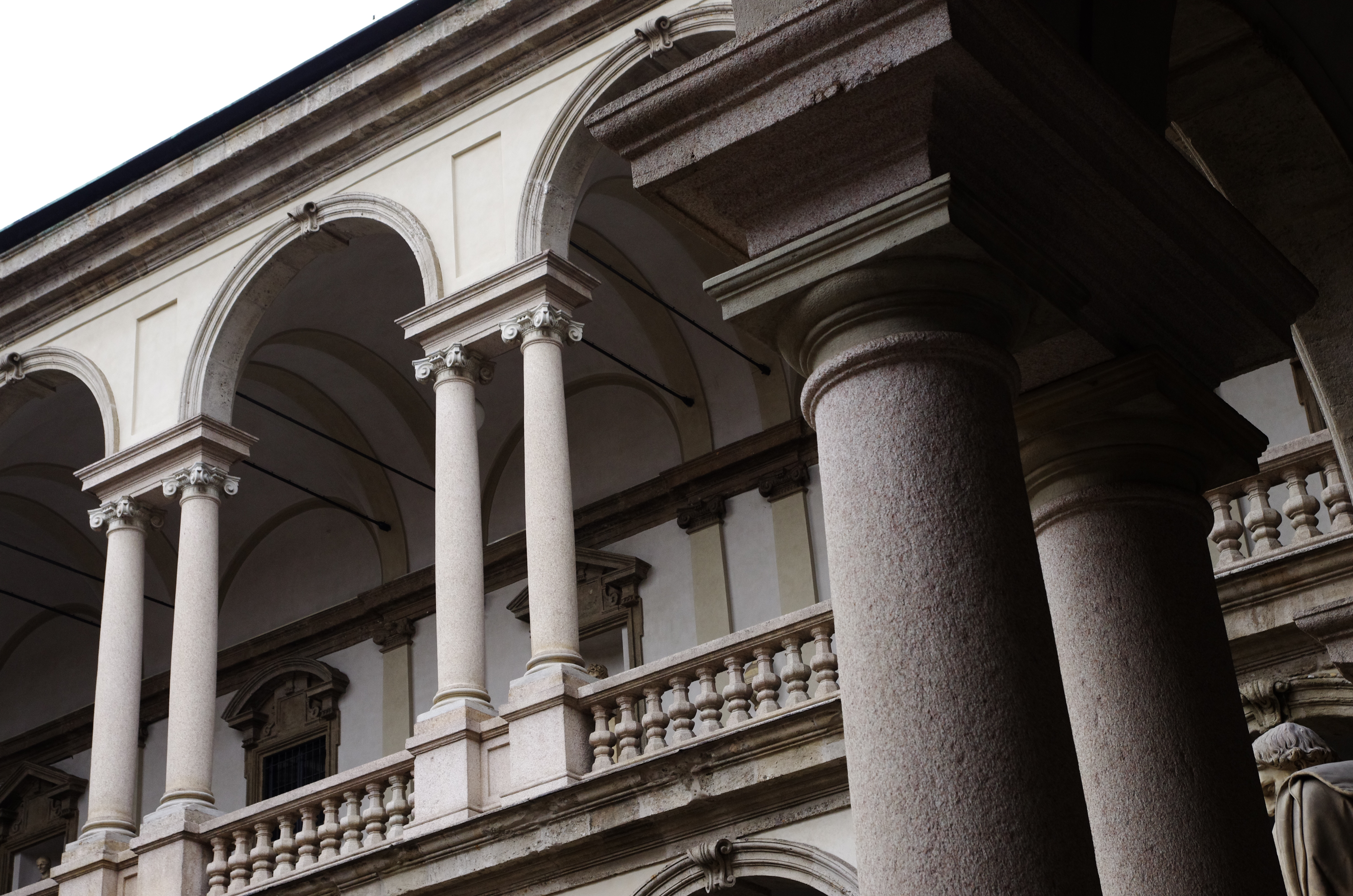
Loggia serliana, Palazzo di Brera a Milà, Itàlia.